# シラー・デュバル小体

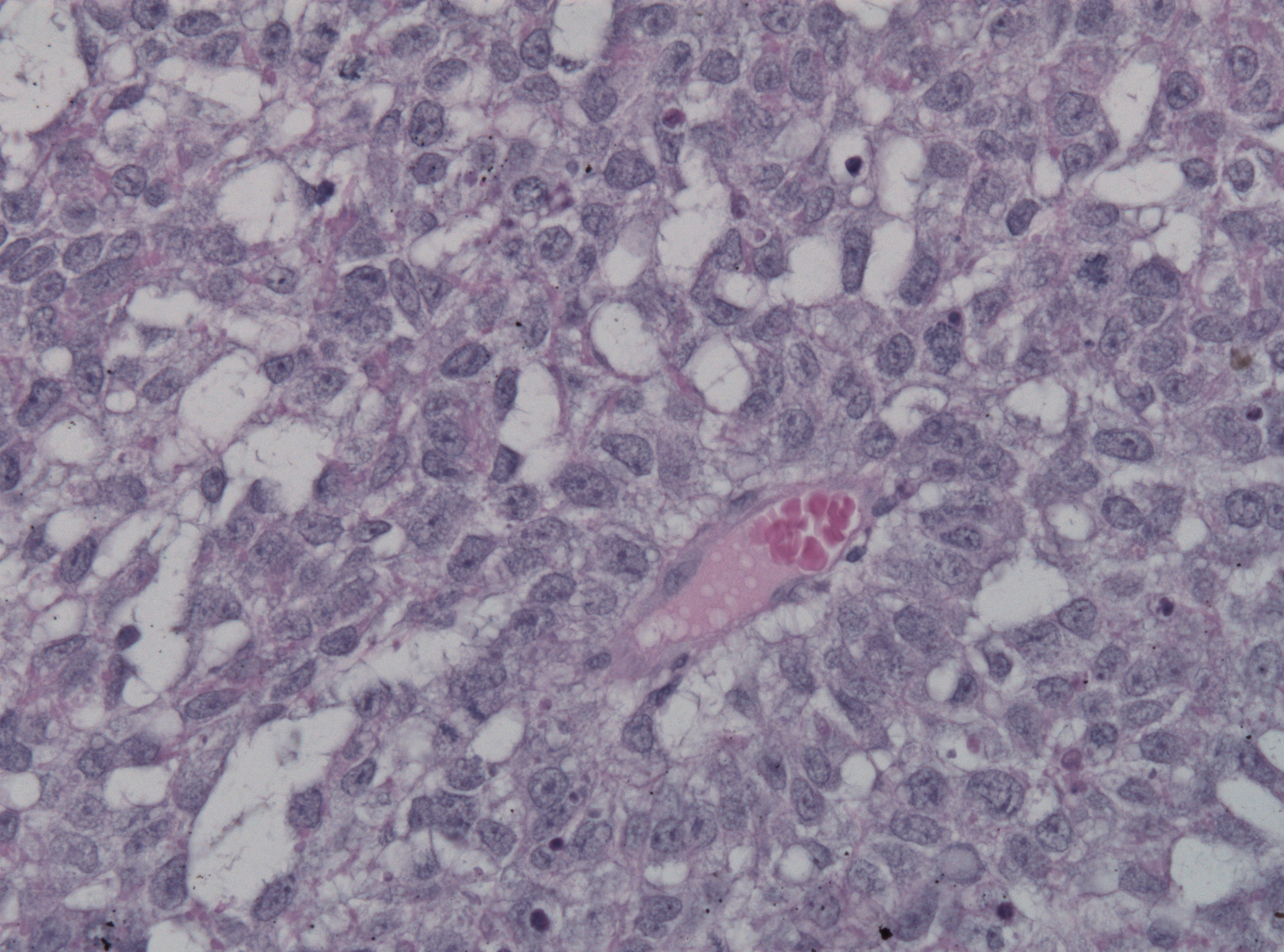
卵黄嚢腫に見られるシラー・デゥバル小体。

シラー・デュバル小体（シラー・デュバルしょうたい、英: Schiller–Duval body）とは、卵巣腫瘍の形態1つである、卵黄嚢腫の病理組織で見られる構造である。卵黄嚢腫瘍の50%で見られる 。19世紀後半にマティアス・マリー・デュバル(en:Mathias-Marie Duval)とウォルター・シラー(en:Walter Schiller)により発見された。シラー・デュバル小体は糸球体の構造に似ていると言われる 。シラー・デュバル小体が毛細血管に囲まれた中胚葉のコアを持つからである。